# Malik Djakna
Malik Djakna (ur. 1 stycznia 1989) – czadyjski zapaśnik walczący w stylu wolnym. Piąty na igrzyskach afrykańskich w 2015 i szósty w 2019. Brązowy medalista mistrzostw Afryki w latach 2012 i 2014 Wicemistrz świata w zapasach plażowych w 2016 roku.